# Монастырь Святого Павла (Бранденбург)
Монастырь Святого Павла (нем. Kloster Sankt Pauli) — бывший доминиканский монастырь в районе Нойштадт города Бранденбург-на-Хафеле; сегодня в его стенах находится городской археологический музей. В 1286 году маркграф Бранденбурга Отто V Длинный отдал свой двор доминиканскому ордену; в том же году началось строительство монастыря и епископ Бранденбургский Гебхард освятил местную церковь.

## История и описание
После того, как маркграфы Бранденбурга покинули свой замок на «Соборном острове», новые представители княжеского рода Аскании выбрали участок на юго-западном краю района Нойштадт для своего проживания. Сам район Нойштадт был основан по планам маркграфов в период до 1196 года. В 1267 году, в окружении доминиканских монахов, умер маркграф Отто III Благочестивый; его сын — Отто V Длинный — передал в 1286 году свою резиденцию доминиканскому ордену. В том же году началось и строительство монастыря: первым был завершён его хор, а епископ Бранденбургский Гебхард освятил местную церковь Св. Андрея и Марии Магдалины. Почти сто лет спустя, в 1384 году, после завершения строительство комплекса монастырских зданий, епископ Дитрих III повторно освятил церковь, посвятив её волхвам и апостолу Павлу.
С наступлением Реформации в истории монастыря Святого Павла закончилась католическая эра: хотя местным монахам и было разрешено остаться в монастыре до конца их жизни, приём новых послушников был запрещён. В итоге, в 1560 году, курфюрст Иоахим II Гектор передал монастырь жителям района Нойштадт: местная церковь была переосвящена по евангелическим канонам, а само здание монастыря стало использоваться в благотворительных целях — как больница и дом престарелых. В последние дни Второй мировой войны, во время занятия Бранденбурга-на-Хафеле солдатами Красной армии (26 и 27 апреля 1945 года), огонь от пожаров в окрестных домах вторгся и в монастырский комплекс: церковь и башня сгорели ранее 29 апреля. Реконструкция здания для создания музея, планировавшаяся с шестидесятых годов XX века, так и не произошла до окончания существования ГДР. Уже в XXI века, в 2002 году, было принято решение полностью реконструировать монастырь: после завершения реставрационных работ, 24 сентября 2008 года, в его здании был открыт местный археологический музей.